# CAMAC

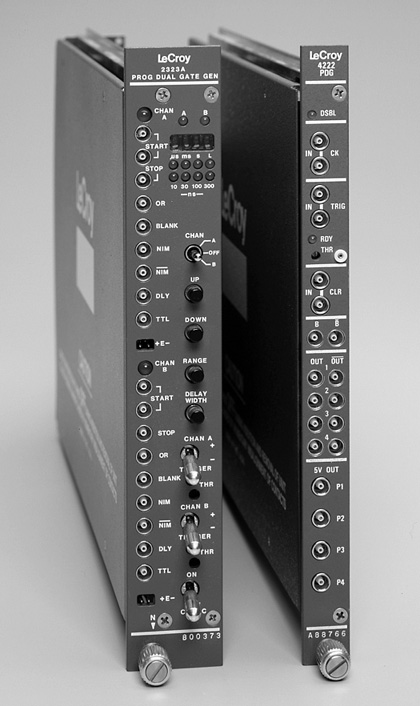
Moduły (bloki) standardu CAMAC. System CAMAC jest modularnym systemem standaryzowanych bloków elektronicznych przeznaczonym do automatyzacji pomiarów z zastosowaniem komputerów

CAMAC, czyli Computer Automated Measurement And Control – popularny standard modułowej aparatury elektronicznej, wykorzystywany głównie w systemach akwizycji danych. Współcześnie stosowany do zbierania danych i sterowania w eksperymentach naukowych (z fizyki cząstek elementarnych oraz jądrowej), czasem używany w przemyśle i elektronicznych systemach medycznych. 
Standard CAMAC został po raz pierwszy zdefiniowany w sposób kompletny w roku 1982 (standardem IEEE nr 583). Jednak prace nad nim trwały już dużo wcześniej. Standard CAMAC powstał jako odpowiedź na ograniczenia standardu NIM (opracowanego w latach 1968–1969), z których zdano sobie sprawę przy próbach połączenia układów pomiarowych z komputerami.
Wszystkie liczące się ośrodki naukowe na świecie przez lata zgromadziły w swoich laboratoriach tysiące modułów zgodnych ze standardem CAMAC, dzięki czemu standard ten jest wciąż szeroko stosowany (na przejście na nowoczesne standardy stać jedynie najbogatsze instytucje naukowe). Możliwości standardu CAMAC są w dodatku często wciąż wystarczające, pomimo wielu jego niedogodności, do zastosowań w małych i średnich rozmiarów eksperymentach.
CAMAC został zastąpiony przez nowsze standardy, takie jak np. VMEBus (opracowany w roku 1981) i FastBus.
W Polsce opracowano normy: 
- CAMAC - Blokowy system oprzyrządowania elektronicznego do pomiarów automatycznych i sterowania. Konstrukcja i organizacja logiczna) normę PN-72/T-06530.
- CAMAC - Blokowy system oprzyrządowania elektronicznego do pomiarów automatycznych i sterowania. Sygnały analogowe i parametry związane. PN-75/T-06531.
- CAMAC - Blokowy system oprzyrządowania elektronicznego do pomiarów automatycznych i sterowania. Organizacja logiczna wielokasetowego systemu równoległego. PN-75/T-06532
- CAMAC - Blokowy system oprzyrządowania elektronicznego do pomiarów automatycznych i sterowania. Podstawowe wymiary stojaków i szaf. PN-77/T-06534
- CAMAC - Blokowy system oprzyrządowania elektronicznego do pomiarów automatycznych i sterowania. Organizacja logiczna wielokasetowego systemu szeregowego. PN-80/T-06535